# خنفساء الملابس
خنفساء الملابس هي حشرة صغيرة، اسمها العلمي أنثرينس بمبينللا، بيضية الشكل طولها حوالي 4 مم، لونها أسود أو أسمر قاتم. والغمدان نزينهما منطقة عرضية مكسوة بحراشف بيض. وتغطي باقي الجزء العلوي من الجسم حراشف خفيفة بيض وذهبية وتغتذى الحشرة الكاملة على الأزهار وتغتذى يرقاتها بالمواد العضوية خصوصاً الصوف والريش وما إليها.